# Polyester

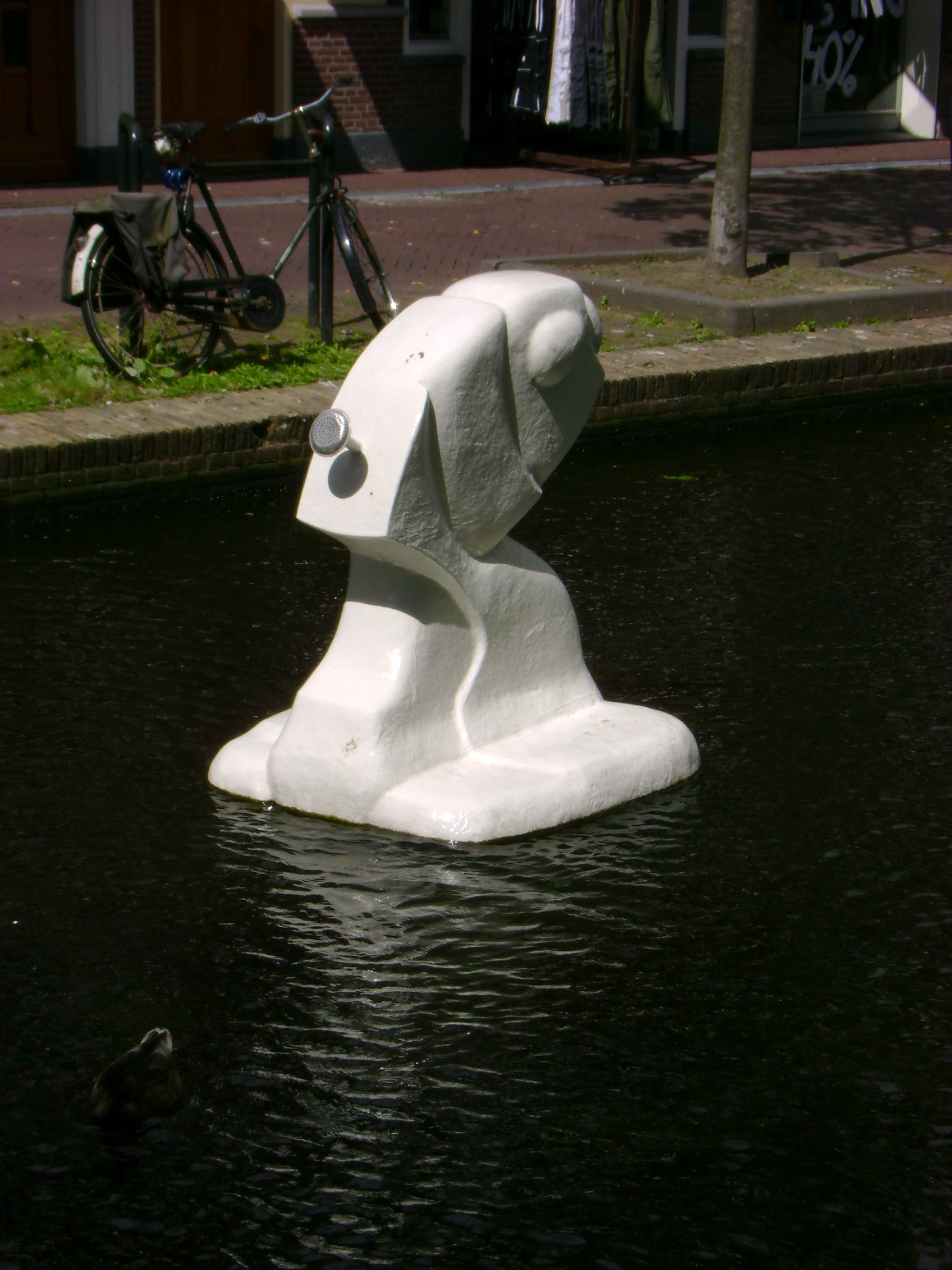
Polyester kunstwerk in Delft

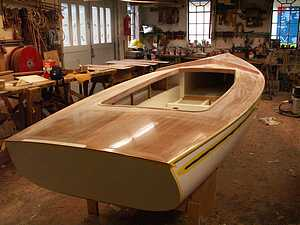
Polyester boot

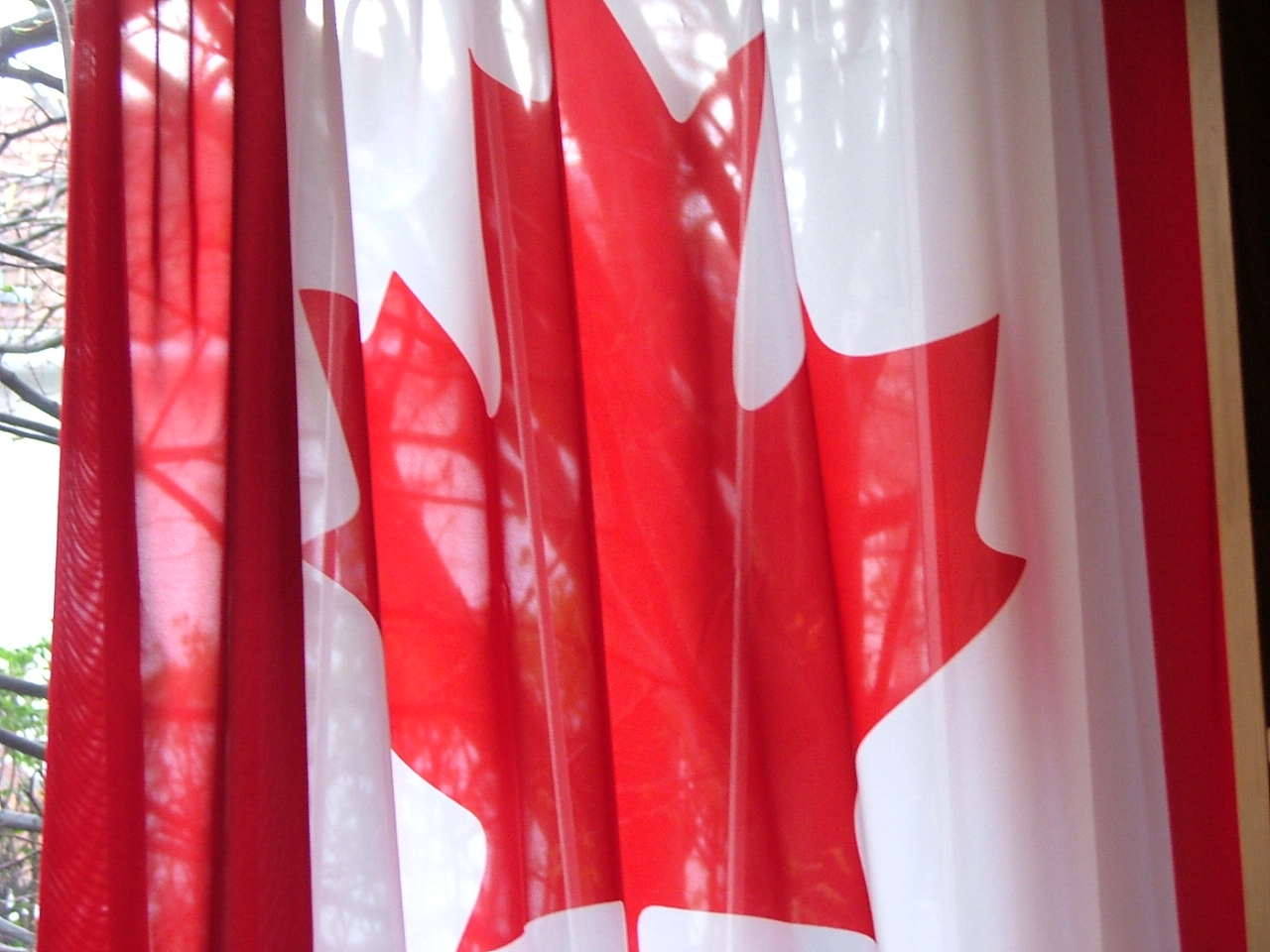
Polyester vlag

Een polyester is een polymeer dat bestaat uit een keten van esterbindingen.
Polyesters worden gevormd door een polycondensatiereactie van dicarbonzuur en een diol of door een polycondensatiereactie van een groot aantal moleculen met zowel een carbonzuur als een alcoholgroep.
Wanneer bijvoorbeeld een polyester wordt geproduceerd uit glycol (ethaandiol) en tereftaalzuur (benzeen-1,4-dicarbonzuur) ontstaat de kunststof polyethyleentereftalaat of pet. Pet wordt gebruikt voor de productie van frisdrankflessen en voor kleding.
Structuurformule van polyethyleentereftalaat of pet
Polyesters kunnen zowel thermoplastische (onder invloed van thermische omstandigheden smeltend) als thermohardende (onder invloed van een chemische of thermische reactie uithardende) kunststoffen zijn.
Voor textiele toepassingen wordt thermoplastische polyester gebruikt. De korrels van dit materiaal worden in een spinmachine gesmolten en gevormd tot filamenten. Dit filamentgaren kan men gebruiken om te weven, breien enz. Ook kunnen de filamenten tot vezels gehakt en dan bijvoorbeeld vermengd met katoen tot een vezelgaren gesponnen worden.
Een thermohardende polyester is vaak een vloeibaar mengsel van onverzadigde polyester en styreen. Deze twee componenten kunnen onder invloed van een verharder (een peroxide zoals dibenzoylperoxide of katalysator) met elkaar reageren tot een harde kunststof.

## Productie met thermohardend polyester
Thermohardende polyester wordt meestal verstevigd met behulp van glasvezel. Dit heet glasvezelversterkt polyester, maar wordt ook vaak simpelweg "polyester" genoemd. Bekende toepassingen zijn zeiljachten en roeiboten.
Het verwerken van glasvezelversterkte polyester kan op velerlei manieren. De meest bekende techniek is het handlamineren of in het Engels hand lay-up. Bij deze techniek worden matten of weefsels op een open mal geïmpregneerd met hars. Dit gebeurt met een kwast of roller. Vervolgens wordt met een ontluchtingsroller alle lucht uit het laminaat gerold. De gewenste dikte van het laminaat wordt bereikt door het aantal lagen glasmat of glasweefsel. Op deze wijze worden nog steeds vele polyesterproducten gemaakt zoals wildwaterbanen, kano's, allerlei beschermkappen voor machines en dergelijke. Voor de buitenkant van een piano wordt ook polyester gebruikt.
Een andere manier om de hars aan te brengen is met een spuitmachine. Deze machine heeft een grote en een kleine pomp waarmee respectievelijk de hars en de verharder naar een spuitpistool worden gepompt. Op het spuitpistool zit een "cutter" die een continu aangevoerde glasvezel in kleine stukjes hakt en deze glassnippers met de harsstraal meespuit. Nadat het glas/polyestermengsel op de mal is gespoten moet dit met een ontluchtingsroller worden ontlucht. Voorbeelden van deze techniek zijn polyester-tuinvijvers en de versterkingslaag op de achterkant van kunststof ligbaden.
Nog een veel gebruikte techniek is het wikkelen van buizen en tanks. Hierbij wordt een lange continue bundel glasvezels door een bad met polyester geleid en vervolgens op een ronddraaiende mal gewikkeld. Op deze wijze worden bijvoorbeeld de voedersilo's bij varkensstallen en veel leidingwerk in de chemische industrie gemaakt.
Nog weer heel andere verwerkingstechnieken voor onverzadigde polyesterhars zijn pultrusietechniek, SMC-perstechniek, koudpersen en het gieten van polymeerbeton.

## Polyester in textiele toepassingen

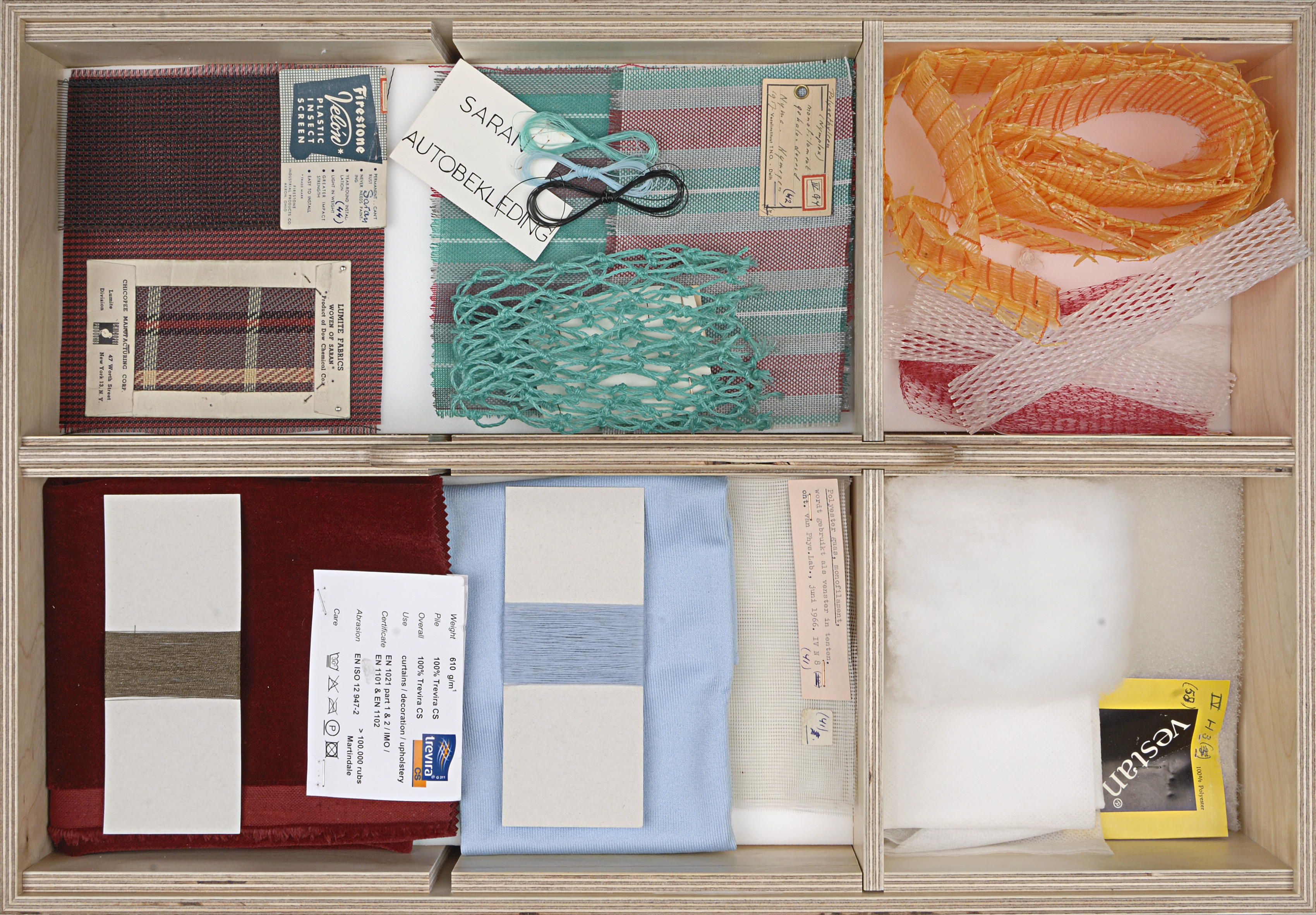
Polyetheen/Polyester, lade textielwarenkast, TextielMuseum Tilburg

Polyester wordt versponnen tot filament door smeltspinnen. Voor toepassingen in de kledingsector wordt polyester ook wel als partly oriented yarn (POY) verkocht. Het garen is dan alleen voorverstrekt en wordt daarna geheel verstrekt en meestal in dezelfde stap getextureerd.
Polyesters smelten voordat ze branden. De vlam is duidelijk roetend en er blijft een hard, bruin bolletje over. De vezels/draden branden met een zoetige geur en doven als de vlam weggehaald wordt. De smelttemperatuur ligt rond 255 °C. De hittebestendigheid van polyester is dus beter dan die van polyamide 6 en ongeveer gelijk aan polyamide 6.6.
De elasticiteitsmodulus is hoger dan die van polyamide. Polyester is dus zeer geschikt als bijmenging in stoffen die niet mogen kreuken en waarvan de vorm behouden moet blijven. Polyester neemt vrijwel geen vocht op in normaal klimaat. Het percentage is slechts 0,4%. Polyester is goed bestand tegen zuren, oxidatiemiddelen en verdunde logen. Het is minder goed bestand tegen warme, geconcentreerde loog. Polyester is goed bestand tegen zonlicht. Het wordt dan ook veel voor vitrage toegepast. Bacteriën en schimmels tasten de draden niet aan.
De treksterkte is afhankelijk van het type. Voor de verschillende toepassingen worden verschillende sterkten gesponnen. Er bestaan typen waarbij de sterkte kleiner is gemaakt om de 'pillneiging' te verminderen, terwijl voor technische toepassingen de sterkte hoger wordt gemaakt. De slijtweerstand is niet zo goed als die van polyamide. De rek bij breuk is afhankelijk van de toepassing en ligt tussen de 20 en 40%.
Polyester wordt in zeer verschillende toepassingen ingezet.
Textieltoepassingen:
- bijmenging bij katoen en wol
- overhemden en blouses
- japonnen, kostuums, rokken en regenkleding, bedrijfskleding
- sport- en vrijetijdskleding
- vitrage
- meubelbekleding

Technische toepassingen:
- jachtzeildoek
- trossen voor boorplatforms
- transportbanden
- versterking voor autobanden
- veiligheidsgordels

### Merknamen
Textiel van polyester wordt met verschillende merknamen aangeduid. Voorbeelden zijn:
- Dacron
- Dralon[1]
- Tergal[2]
- Terlenka[1][2]
- Textileen[3]
- Trevira[2]